# Ostrycia (hromada Ostrycia)
Ostrycia (ukr. Остриця) – wieś na Ukrainie, w obwodzie czerniowieckim, w rejonie czerniowieckim, siedziba hromady. W 2001 liczyła 3986 mieszkańców.